# Astyanax bifasciatus
Astyanax bifasciatus är en fiskart som beskrevs av Julio C. Garavello och Sampaio 2010. Astyanax bifasciatus ingår i släktet Astyanax och familjen Characidae. Inga underarter finns listade.